# Tom Hatten
Tom Hatten (Jamestown, 1926. november 14. – 2019. március 16.) amerikai színész.

## Filmjei

### Mozi- és tv-filmek
- Láttam, mit tettél és tudom, ki vagy! (I Saw What You Did) (1965)
- Különös szívesség (A Very Special Favor) (1965)
- Álom ez, nem való (Easy Come, Easy Go) (1967)
- Édes Charity (Sweet Charity) (1969)
- Promise Him Anything (1975, tv-film)
- A NIMH titka (The Secret of NIMH) (1982, hang)
- Kémek, mint mi (Spies Like Us) (1985)

### Tv-sorozatok
- The Eleventh Hour (1963, egy epizódban)
- CBS Repertoire Workshop (1964, egy epizódban)
- The Farmer's Daughter (1964, egy epizódban)
- Gomer Pyle: USMC (1964–1965, hat epizódban)
- Mr. Novak (1965, egy epizódban)
- The Man from U.N.C.L.E. (1965, két epizódban)
- My Mother the Car (1966, egy epizódban)
- The Beverly Hillbillies (1966, egy epizódban)
- Hogan's Heroes (1966–1971, négy epizódban)
- A balfácán (Get Smart) (1969, egy epizódban)
- Julia (1970, egy epizódban)
- Hawaii Five-O (1973, egy epizódban)
- Newhart (1983, egy epizódban)
- Silver Spoons (1984, hang, egy epizódban)
- Lois és Clark: Superman legújabb kalandjai (Lois & Clark: The New Adventures of Superman) (1994, egy epizódban)
- Wings (1995, egy epizódban)
- Rejtélyes igazságok (Beyond Belief: Fact or Fiction) (1999, egy epizódban)
- The Nick Cannon Show (2002, egy epizódban)